# Scylliogaleus quecketti
Scylliogaleus quecketti — єдиний вид роду Scylliogaleus родини Куницеві акули. Інша назва «крилоноса куницева акула».

## Опис
Загальна довжина досягає 102 см. Самиці більші за самців. Голова коротка. Морда затуплена. Очі відносно великі, овальні, горизонтальної форми, з мигальною перетинкою. Під ніздрями розташовані надзвичайно великі та широкі носові клапани, які торкаються один одного і досягають рота. Губні борозни довгі та глибокі. Рот помірно короткий. Зуби дрібні, з 1 притупленою верхівкою, розташовані у декілька рядків. У неї 5 пар зябрових щілин. Тулуб стрункий, подовжений. Усі плавці розвинені, серпоподібні. Грудні плавці великі, витягнуті. Має 2 спинних плавця, з яких передній трохи більше за зданій. Передній спинний плавець розташовано між грудними і черевними плавцями. Черевні плавці середнього розміру. Задній спинний плавець починається перед анальним і починається навпроти нього. Анальний плавець маленький. Хвостовий плавець доволі короткий, гетероцеркальний.
Забарвлення спини сіре. Черево білуватого кольору.

## Спосіб життя
Тримається у припливно-відпливній зоні, на прибережній мілині. Активна здебільшого вночі. Полює переважно біля дна. Живиться переважно ракоподібними (крабами, креветками, омарами, лангустами), а також кальмарами.
Це живородна акула. Самиця народжує 2-4 акуленят. Репродуктивний цикл щорічний.

## Розповсюдження
Мешкає від північно-східної частини Східно-Капської провінції до Квазулу-Наталь (ПАР).